# Distrikt La Tinguiña
Der Distrikt La Tinguiña liegt in der Provinz Ica in der Region Ica im Südwesten von Peru. Der am 28. Dezember 1961 gegründete Distrikt hat eine Fläche von 81,6 km². Beim Zensus 2017 wurden 41.583 Einwohner gezählt. Im Jahr 1993 lag die Einwohnerzahl bei 22.180, im Jahr 2007 bei 30.902. Die Distriktverwaltung befindet sich in der 432 m hoch gelegenen Stadt La Tinguiña mit 37.899 Einwohnern (Stand 2017). La Tinguiña liegt knapp 4 km nordöstlich vom Stadtzentrum der Regions- und Provinzhauptstadt Ica, zu deren Ballungsraum die Stadt gehört.

## Geographische Lage
Der Distrikt La Tinguiña liegt im zentralen Norden der Provinz Ica. Er erstreckt sich über die wüstenhafte Ebene am Fuße der Ausläufer der peruanischen Westkordillere.
Der Distrikt La Tinguiña grenzt im Westen an den Distrikt San Juan Bautista, im Norden an den Distrikt San José de los Molinos, im Osten an den Distrikt Yauca del Rosario, im Südoen an die Distrikte Los Aquijes und Parcona sowie im äußersten Südwesten an den Distrikt Ica. 